# おんなは度胸
『おんなは度胸』（おんなはどきょう）は、1992年（平成4年）4月6日から10月3日まで放送された、NHK連続テレビ小説第47作である。

## 概要
泉ピン子と桜井幸子のダブル・ヒロイン。第8作『あしたこそ』第31作『おしん』に続く、橋田壽賀子脚本の朝ドラ3作目の作品である。
温泉旅館「はなむら」に東京から後妻として嫁いできた嫁と、義理の娘を中心に、女同士の対立などを描く。関西の大都市圏にほど近い大阪府南部にあるという設定の架空の温泉地「有浜温泉」が舞台。
初回視聴率は31.0%、最高視聴率は45.4%、平均視聴率は38.5%であった（ビデオリサーチ調べ、関東地区・世帯）。
本作以後、1994年10月から1年間放送の東京製作『春よ、来い』までは、4月からの前期が大阪、10月からの後期は東京制作となった。
1998年4月6日から10月3日までBS2で再放送された。
2013年度下半期の朝ドラ『ごちそうさん』の脚本を担当した森下佳子はその執筆にあたり、本作を参考にした。
放送ライブラリーでは第1回が公開。

## キャスト

### 主人公
ダブルヒロインだが、順序はNHKの本作紹介サイトにおいての表記に基づく。
山代玉子 → 花村玉子
演 - 泉ピン子
家業である割烹「やましろ」の得意客であった清太郎に惹かれ、父の死後、花村家に後妻として嫁ぐ。老舗温泉旅館「はなむら」の女将に就任し、達子や芳枝と葛藤しながらも旅館を切り盛りし、やがて達子に本館を任せ新館を設立するものの病に倒れる。回復後、本館建て替えを手配し開業を見届けた後、清太郎に寄り添う生活を優先し、裕子に新館女将を任せ引退する。
花村裕子 → 山代裕子
演 - 桜井幸子
清太郎の次女。東京でツアーコンダクターを目指していたが、玉子の病臥により実家に呼び戻され、新館「はなむら」の女将に就任。若いアイディアで、ディスコ「HANAMURA」を成功させ、新館を盛り立てていくものの、玉子の回復と結婚を機に女将を退く。玉子の引退を機に再び新館女将に就き、運営内容の合理化や対象顧客の変更などテコ入れをし、傾きかけた経営の立て直しを図る。

### 花村家の人々
花村達子
演 - 藤山直美
清太郎の長女。同じ歳ながら義母となる玉子に不快感を持ち、芳枝と共にいびり続けるが、努力を重ね女将を務める彼女を見て考えが変わっていく。本館「はなむら」女将就任後、順調な新館の経営ぶりに自信を無くすが、玉子の勧めで本館建て替えを決意、意気込みを取り戻す。
花村清太郎
演 - 藤岡琢也
玉子の夫で老舗温泉旅館「はなむら」の経営者。
文
演 - 林美智子
清太郎の姉。
花村順子
演 - 辻麻矢
清太郎の三女。玉子の同情派だったが交通事故死。

### はなむらの人々
芳枝
演 - 園佳也子
「はなむら」の仲居頭。達子に忠誠心を持つ。清太郎の妻の座を射止めようとしていたため、後妻・玉子を目の敵にする。
坂田啓介
演 - 香川照之
「やましろ」の板前であったが、勇造の死去により閉店し、「はなむら」の板前に就く。玉子に密かに想いを寄せる。

### 山代家の人々
山代勇造
演 - いかりや長介
玉子の父で割烹「やましろ」の店主。
山代伸之
演 - 赤羽秀之
裕子の夫。
山代玲子
演 - 伊藤美奈子
玉子の妹。

### その他
中村勝子
演 - 京唄子
玉子の馴染みの資産家。本館「はなむら」建て替えに出資する。
キミ
演 - 河東けい
野沢高吉
演 - 山岡八高
八田則子
演 - 真璃子
大川太
演 - 伊藤隆明
高田三郎
演 - 當宮利一
沢井洋
演 - 菊地聡
山野直司
演 - 戸田都康
山代翔
演 - 上田悠介
バンド
演 - シャ乱Q
その他出演者
演 - 五大路子、松本友里、松本麻希、平泉成、深水三章、せんだみつお

## スタッフ
- 脚本 - 橋田壽賀子[3][11]
- 音楽 - 中村暢之[3][11]
- 制作 - 江端二郎[11]
- 美術 - 宮井市太郎[11]
- 技術 - 枌野実[11]
- 音響効果 - 高橋一郎[11]
- 編集 - 徳島小夜子[11]
- 撮影 - 松村敏雄[11]
- 照明 - 新藤利夫[11]
- 音声 - 森敏郎[11]
- 映像技術 - 竹中武[11]
- 語り - 奈良岡朋子[3][11]
- 副音声解説 - 関根信昭
- 演出 - 永野昭[11]、布施実、清水一彦、木村隆文

## 放送日程
| 週 | 回数      | 放送日             | 演出       |
| -- | --------- | ------------------ | ---------- |
| 1  | 1 - 6     | 4月06日 - 4月11日  | 永野昭     |
| 2  | 7 - 12    | 4月13日 - 4月18日  |            |
| 3  | 13 - 18   | 4月20日 - 4月25日  |            |
| 4  | 19 - 24   | 4月27日 - 5月02日  | 清水一彦   |
| 5  | 25 - 30   | 5月04日 - 5月09日  | 永野昭     |
| 6  | 31 - 36   | 5月11日 - 5月16日  | 清水一彦   |
| 7  | 37 - 42   | 5月18日 - 5月23日  |            |
| 8  | 43 - 48   | 5月25日 - 5月29日  |            |
| 9  | 49 - 54   | 6月01日 - 6月06日  |            |
| 10 | 55 - 60   | 6月08日 - 6月13日  |            |
| 11 | 61 - 66   | 6月15日 - 6月20日  |            |
| 12 | 67 - 72   | 6月22日 - 6月27日  |            |
| 13 | 73 - 78   | 6月29日 - 7月04日  |            |
| 14 | 79 - 84   | 7月06日 - 7月11日  |            |
| 15 | 85 - 90   | 7月13日 - 7月18日  |            |
| 16 | 91 - 96   | 7月20日 - 7月25日  |            |
| 17 | 97 - 102  | 7月27日 - 8月01日  |            |
| 18 | 103 - 108 | 8月03日 - 8月08日  |            |
| 19 | 109 - 114 | 8月10日 - 8月15日  |            |
| 20 | 115 - 120 | 8月17日 - 8月22日  |            |
| 21 | 121 - 126 | 8月24日 - 8月29日  |            |
| 22 | 127 - 132 | 8月31日 - 9月05日  |            |
| 23 | 133 - 138 | 9月07日 - 9月12日  |            |
| 24 | 139 - 144 | 9月14日 - 9月19日  | 伊勢田雅也 |
| 25 | 145 - 150 | 9月21日 - 9月26日  | 永野昭     |
| 26 | 151 - 156 | 9月25日 - 10月03日 | 永野昭     |